# Palatul Telefoanelor din București
Palatul Telefoanelor este o clădire reprezentativă a Bucureștiului, aflată în centrul capitalei, pe Calea Victoriei. În prezent este sediul Orange Romania Communications Palatul, înalt de 52,5 m, a fost construit între anii 1929 - 1934 într-un stil specific zgârie-norilor americani, având caracteristici reprezentative ale stilului Art Deco. Până în 1956 a fost cea mai înaltă clădire din București. Construcția a înregistrat și o premieră, ea fiind prima clădire înaltă cu schelet metalic din România. Edmond van Saanen Algi, unul din cei trei arhitecți semnatari, era de origine olandeză, stabilit în România, și este autorul mai multor clădiri reprezentative din București (cum ar fi Academia de Studii Economice).
Întrucât de-a lungul timpului clădirea a fost afectată de multe evenimente, ca de exemplu bombardamentul aliaților din 1944, cutremurele din 1940, 1977, 1986 și 1990, în anul 1995 s-a început o amplă consolidare a structurii sale, după proiectul specialistului in structuri, prof. ing. Alexandru Cișmigiu, realizată de firma de proiectare "Proiect București" și care a durat 10 ani.
Palatul telefoanelor a fost construit pe locul fostelor case ale boierului Oteteleșanu, care găzduiseră faimoasa cafenea literară și loc de întâlnire al protipendadei bucureștene, "Terasa Oteteleșanu".
La 24 septembrie 2014 compania Telekom a scos la licitație Palatul Telefoanelor și alte două proprietăți pentru 21,6 milioane euro, dar clădirea nu a fost vândută.

## Imagini

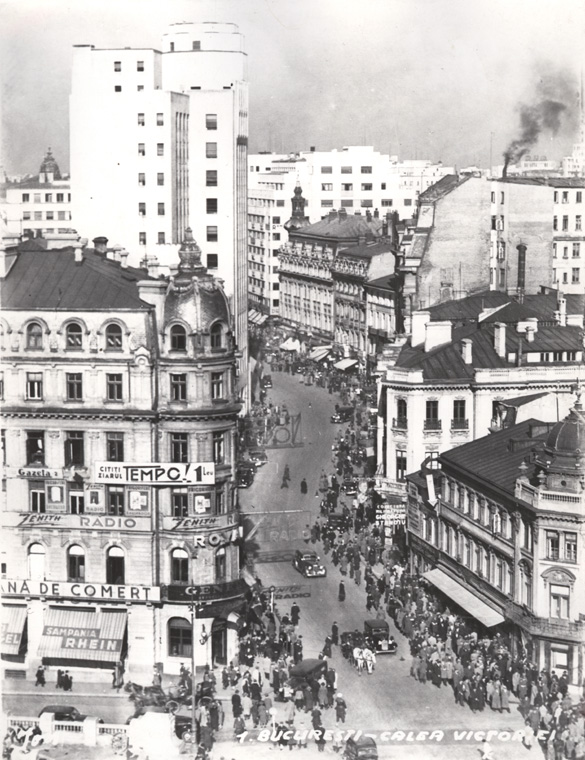
Palatul telefoanelor in 1935